# Centrosema molle
Centrosema molle är en ärtväxtart som beskrevs av George Bentham. Centrosema molle ingår i släktet Centrosema och familjen ärtväxter. Inga underarter finns listade i Catalogue of Life.

## Bildgalleri

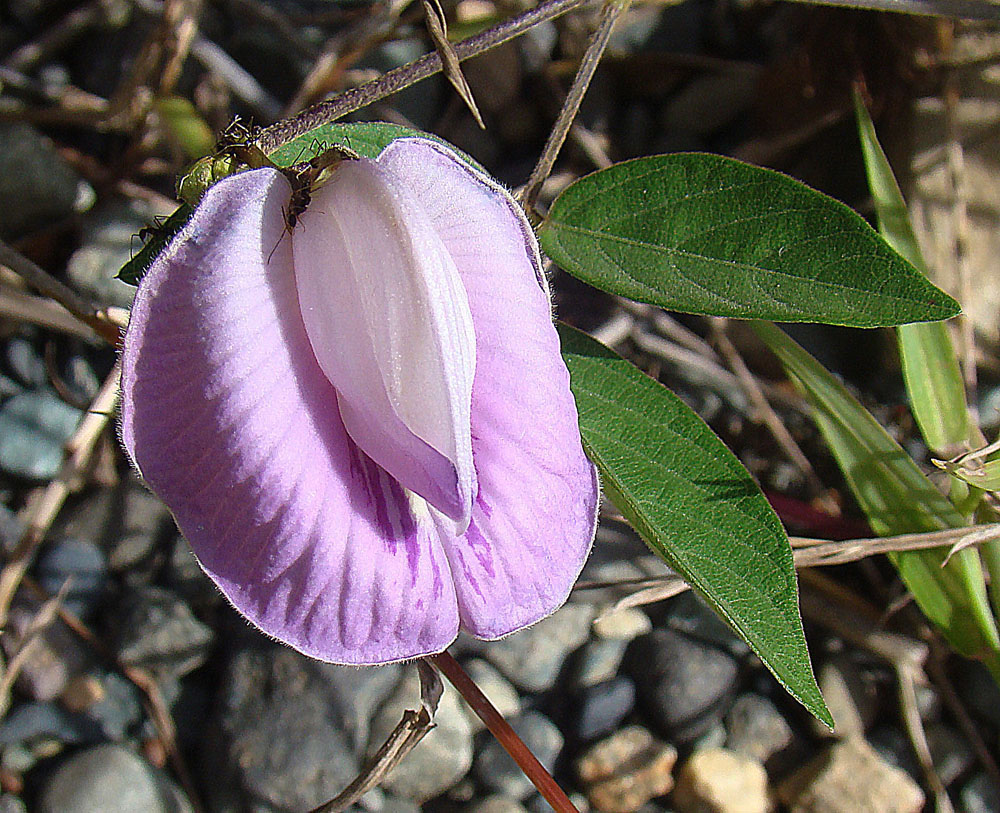